# Scherenkust

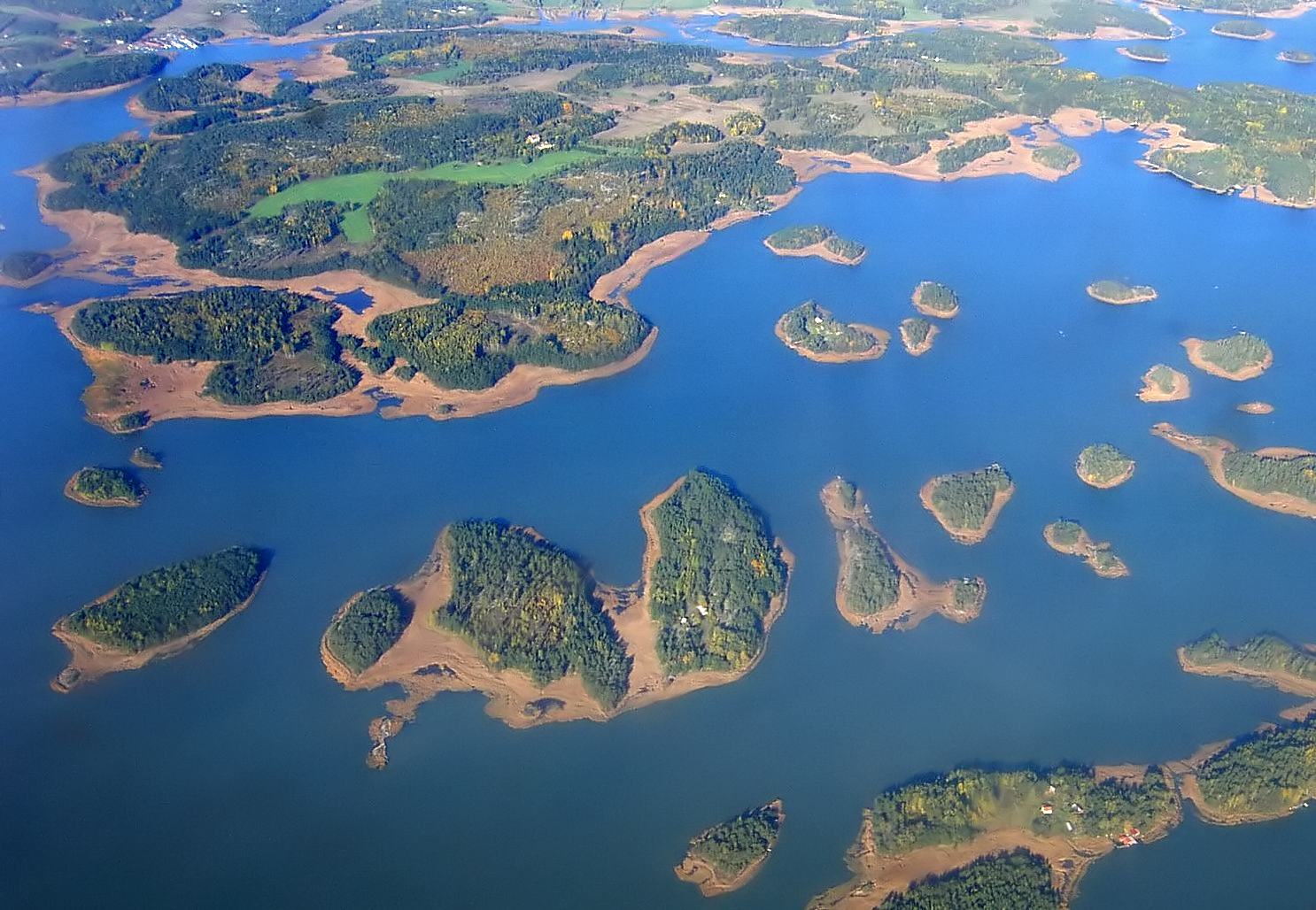
Naantali, Finland

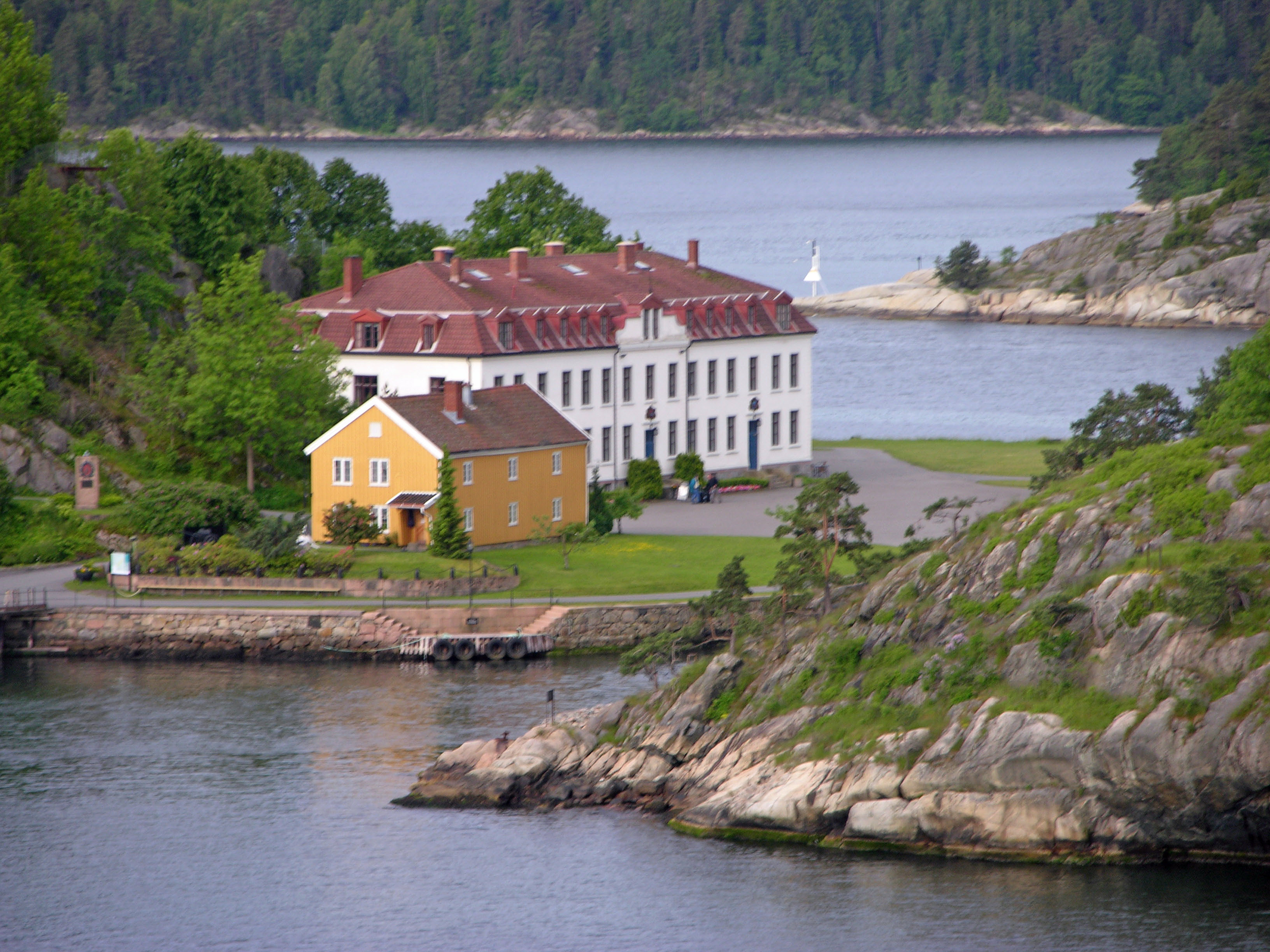
Oslofjord, Noorwegen

Een scherenkust is een kustgebied met ondiep en vaak brak water en talrijke, meestal kleine, rotsachtige eilanden of scheren.
Scheren zijn rotsachtige eilanden geboetseerd door de gletsjers tijdens de ijstijden. Dit verklaart hun gepolijste, afgeronde vorm. Na het afsmelten van de ijskap zijn de kustgebieden gaan stijgen en kwamen de eilandjes boven het wateroppervlak. Scandinavië en Canada (Atlantische kust en Hudsonbaai) zijn de belangrijkste gebieden waar scheren voorkomen.
Deze kustvorm komt langs het Skagerrak, de Oostzee, de Botnische Golf en voor de kust van het Russische schiereiland Tajmyr voor. Bekend zijn onder andere de scherenkust van Bohuslän aan de Zweedse westkust, van Stockholm aan de Zweedse oostkust en van Turku en Åland aan de Finse zuidwestkust. Ook in Noorwegen, dat vooral bekend is om de hoge en diep ingesneden fjorden aan de westkust, zijn scheren te vinden langs de hele kust met uitzondering van gebieden bij Lista, Jæren en het oostelijk gedeelte van de provincie Finnmark. Het bekendst is de scherenkust van het gebied Sørlandet, waaronder de provincies Aust-Agder en Vest-Agder vallen. In Rusland bevinden zich de relatief onbekende Mininascheren in de Karazee.